# Seweryn Witkowski
Seweryn Witkowski z Radułtowic herbu Nowina – chorąży zatorski w latach 1611-1618.
Poseł księstw oświęcimskiego i zatorskiego na sejm zwyczajny 1613 roku.